# Wilhelm Konrad Hermann Müller
Wilhelm Konrad Hermann Müller (født 27. maj 1812 i Holzminden, død 4. januar 1890 i Göttingen) var en tysk germanist.
Müller blev 1845 ekstraordinær professor i tysk sprog og litteratur i Göttingen og fik 1856 et ordentligt professorat. Som lærer i germanistik udfoldede han en betydelig og anerkendt virksomhed. Han udgav for eksempel Geschichte und System der altdeutschen Religion (1844), Niedersächsische Sagen und Märchen, sammen med Georg Schambach (1855), Mythologie der deutschen Heldensage (1886), samt Zur Mythologie der griechischen und deutschen Heldensage (1889). Sammen med Friedrich Zarncke benyttede han Georg Friedrich Beneckes forarbejder til Mittelhochdeutsche Wörterbuch (4 bind, 1854—67).